# A Dash of Courage
A Dash of Courage er en amerikansk stumfilm fra 1916 instrueret af Charley Chase.

## Medvirkende
- Harry Gribbon som Silk Hat Charley.
- Guy Woodward.
- Gloria Swanson.
- Bobby Vernon.
- Frank Opperman som Henry Cooper.